# Torneio de basquete feminino da Conferência Atlética Americana de 2018
| Posição | Escola            | Conferência | No geral | Desempate      |
| --- | ----------------- | ----------- | -------- | -------------- |
| 1 | Connecticut ‡     | 16-0        | 29-0     |                |
| 2 | Sul da Flórida #  | 13-3        | 24-6     |                |
| 3 | UCF #             | 12-4        | 20-9     |                |
| 4 | Cincinnati #      | 10-6        | 18-11    |                |
| 5 | Houston           | 9-7         | 20-10    | 2-0 vs. WSU    |
| 6 | Estado de Wichita | 9-7         | 14-16    | 0–2 vs. HOU    |
| 7 | East Carolina     | 7-9         | 15-15    |                |
| 8 | Memphis           | 5-11        | 10–19    | 1-0 vs. TUL    |
| 9 | Tulane            | 5-11        | 13-16    | 0-1 vs. MEM    |
| 10 | SMU               | 4-12        | 11-18    |                |
| 11 | têmpora           | 3-13        | 11-18    | 1-0 vs. TULSA  |
| 12 | Tulsa             | 3-13        | 9-20     | 0–1 vs. TEMPLO |
| ‡ - Campeões da temporada regular da American Athletic Conference.# - Recebeu um primeiro tchau no torneio da conferência.O recorde geral é no final da temporada regular . |                   |             |          |                |

O Torneio de Basquete Feminino da Conferência Atlética Americana de 2018 foi um torneio pós-temporada realizado de 3 a 6 de março de 2018 na Mohegan Sun Arena em Uncasville, Connecticut . Connecticut, a vencedora do Torneio Atlético Americano, recebe um lance automático para o Torneio de Basquete Feminino da Divisão I da NCAA 2018 . 
Todas as equipes da Conferência Atlética Americana se qualificarão para o torneio. As equipes são semeadas com base no registro da conferência e, em seguida, um sistema de desempatador será usado. As equipes empataram em 5 a 12 e jogaram na rodada de abertura, e as equipes empataram em 1 a 4 e se despediram das quartas de final.
| Classificação de basquete feminino da Conferência Atlética Americana de 2017–18                         | Classificação de basquete feminino da Conferência Atlética Americana de 2017–18 | Classificação de basquete feminino da Conferência Atlética Americana de 2017–18 | Classificação de basquete feminino da Conferência Atlética Americana de 2017–18 | Classificação de basquete feminino da Conferência Atlética Americana de 2017–18 | Classificação de basquete feminino da Conferência Atlética Americana de 2017–18 | Classificação de basquete feminino da Conferência Atlética Americana de 2017–18 | Classificação de basquete feminino da Conferência Atlética Americana de 2017–18 | Classificação de basquete feminino da Conferência Atlética Americana de 2017–18 | Classificação de basquete feminino da Conferência Atlética Americana de 2017–18 | Classificação de basquete feminino da Conferência Atlética Americana de 2017–18 | Classificação de basquete feminino da Conferência Atlética Americana de 2017–18 | Classificação de basquete feminino da Conferência Atlética Americana de 2017–18 | Classificação de basquete feminino da Conferência Atlética Americana de 2017–18 | Classificação de basquete feminino da Conferência Atlética Americana de 2017–18 | Classificação de basquete feminino da Conferência Atlética Americana de 2017–18 | Classificação de basquete feminino da Conferência Atlética Americana de 2017–18 | Classificação de basquete feminino da Conferência Atlética Americana de 2017–18 | Classificação de basquete feminino da Conferência Atlética Americana de 2017–18 | Classificação de basquete feminino da Conferência Atlética Americana de 2017–18 | Classificação de basquete feminino da Conferência Atlética Americana de 2017–18 | Classificação de basquete feminino da Conferência Atlética Americana de 2017–18 | Classificação de basquete feminino da Conferência Atlética Americana de 2017–18 | Classificação de basquete feminino da Conferência Atlética Americana de 2017–18 | Classificação de basquete feminino da Conferência Atlética Americana de 2017–18 | Classificação de basquete feminino da Conferência Atlética Americana de 2017–18 | Classificação de basquete feminino da Conferência Atlética Americana de 2017–18 | Classificação de basquete feminino da Conferência Atlética Americana de 2017–18 | Classificação de basquete feminino da Conferência Atlética Americana de 2017–18 | Classificação de basquete feminino da Conferência Atlética Americana de 2017–18 | Classificação de basquete feminino da Conferência Atlética Americana de 2017–18 | Classificação de basquete feminino da Conferência Atlética Americana de 2017–18 | Classificação de basquete feminino da Conferência Atlética Americana de 2017–18 | Classificação de basquete feminino da Conferência Atlética Americana de 2017–18 | Classificação de basquete feminino da Conferência Atlética Americana de 2017–18 | Classificação de basquete feminino da Conferência Atlética Americana de 2017–18 | Classificação de basquete feminino da Conferência Atlética Americana de 2017–18 | Classificação de basquete feminino da Conferência Atlética Americana de 2017–18 | Classificação de basquete feminino da Conferência Atlética Americana de 2017–18 | Classificação de basquete feminino da Conferência Atlética Americana de 2017–18 | Classificação de basquete feminino da Conferência Atlética Americana de 2017–18 | Classificação de basquete feminino da Conferência Atlética Americana de 2017–18 | Classificação de basquete feminino da Conferência Atlética Americana de 2017–18 | Classificação de basquete feminino da Conferência Atlética Americana de 2017–18 | Classificação de basquete feminino da Conferência Atlética Americana de 2017–18 | Classificação de basquete feminino da Conferência Atlética Americana de 2017–18 | Classificação de basquete feminino da Conferência Atlética Americana de 2017–18 | Classificação de basquete feminino da Conferência Atlética Americana de 2017–18 | Classificação de basquete feminino da Conferência Atlética Americana de 2017–18 | Classificação de basquete feminino da Conferência Atlética Americana de 2017–18 | Classificação de basquete feminino da Conferência Atlética Americana de 2017–18 | Classificação de basquete feminino da Conferência Atlética Americana de 2017–18 | Classificação de basquete feminino da Conferência Atlética Americana de 2017–18 | Classificação de basquete feminino da Conferência Atlética Americana de 2017–18 | Classificação de basquete feminino da Conferência Atlética Americana de 2017–18 | Classificação de basquete feminino da Conferência Atlética Americana de 2017–18 | Classificação de basquete feminino da Conferência Atlética Americana de 2017–18 | Classificação de basquete feminino da Conferência Atlética Americana de 2017–18 | Classificação de basquete feminino da Conferência Atlética Americana de 2017–18 | Classificação de basquete feminino da Conferência Atlética Americana de 2017–18 | Classificação de basquete feminino da Conferência Atlética Americana de 2017–18 | Classificação de basquete feminino da Conferência Atlética Americana de 2017–18 | Classificação de basquete feminino da Conferência Atlética Americana de 2017–18 | Classificação de basquete feminino da Conferência Atlética Americana de 2017–18 | Classificação de basquete feminino da Conferência Atlética Americana de 2017–18 | Classificação de basquete feminino da Conferência Atlética Americana de 2017–18 | Classificação de basquete feminino da Conferência Atlética Americana de 2017–18 | Classificação de basquete feminino da Conferência Atlética Americana de 2017–18 | Classificação de basquete feminino da Conferência Atlética Americana de 2017–18 | Classificação de basquete feminino da Conferência Atlética Americana de 2017–18 | Classificação de basquete feminino da Conferência Atlética Americana de 2017–18 | Classificação de basquete feminino da Conferência Atlética Americana de 2017–18 | Classificação de basquete feminino da Conferência Atlética Americana de 2017–18 | Classificação de basquete feminino da Conferência Atlética Americana de 2017–18 | Classificação de basquete feminino da Conferência Atlética Americana de 2017–18 | Classificação de basquete feminino da Conferência Atlética Americana de 2017–18 | Classificação de basquete feminino da Conferência Atlética Americana de 2017–18 | Classificação de basquete feminino da Conferência Atlética Americana de 2017–18 | Classificação de basquete feminino da Conferência Atlética Americana de 2017–18 | Classificação de basquete feminino da Conferência Atlética Americana de 2017–18 | Classificação de basquete feminino da Conferência Atlética Americana de 2017–18 | Classificação de basquete feminino da Conferência Atlética Americana de 2017–18 | Classificação de basquete feminino da Conferência Atlética Americana de 2017–18 | Classificação de basquete feminino da Conferência Atlética Americana de 2017–18 | Classificação de basquete feminino da Conferência Atlética Americana de 2017–18 | Classificação de basquete feminino da Conferência Atlética Americana de 2017–18 | Classificação de basquete feminino da Conferência Atlética Americana de 2017–18 | Classificação de basquete feminino da Conferência Atlética Americana de 2017–18 | Classificação de basquete feminino da Conferência Atlética Americana de 2017–18 | Classificação de basquete feminino da Conferência Atlética Americana de 2017–18 | Classificação de basquete feminino da Conferência Atlética Americana de 2017–18 | Classificação de basquete feminino da Conferência Atlética Americana de 2017–18 | Classificação de basquete feminino da Conferência Atlética Americana de 2017–18 | Classificação de basquete feminino da Conferência Atlética Americana de 2017–18 | Classificação de basquete feminino da Conferência Atlética Americana de 2017–18 | Classificação de basquete feminino da Conferência Atlética Americana de 2017–18 | Classificação de basquete feminino da Conferência Atlética Americana de 2017–18 | Classificação de basquete feminino da Conferência Atlética Americana de 2017–18 | Classificação de basquete feminino da Conferência Atlética Americana de 2017–18 |
| Equipe                                                                                                  | W                                                                               |                                                                                 | eu                                                                              |                                                                                 | PCT                                                                             |                                                                                 |                                                                                 | W                                                                               |                                                                                 | eu                                                                              |                                                                                 | PCT                                                                             |                                                                                 |                                                                                 |                                                                                 |                                                                                 |                                                                                 |                                                                                 |                                                                                 |                                                                                 |                                                                                 |                                                                                 |                                                                                 |                                                                                 |                                                                                 |                                                                                 |                                                                                 |                                                                                 |                                                                                 |                                                                                 |                                                                                 |                                                                                 |                                                                                 |                                                                                 |                                                                                 |                                                                                 |                                                                                 |                                                                                 |                                                                                 |                                                                                 |                                                                                 |                                                                                 |                                                                                 |                                                                                 |                                                                                 |                                                                                 |                                                                                 |                                                                                 |                                                                                 |                                                                                 |                                                                                 |                                                                                 |                                                                                 |                                                                                 |                                                                                 |                                                                                 |                                                                                 |                                                                                 |                                                                                 |                                                                                 |                                                                                 |                                                                                 |                                                                                 |                                                                                 |                                                                                 |                                                                                 |                                                                                 |                                                                                 |                                                                                 |                                                                                 |                                                                                 |                                                                                 |                                                                                 |                                                                                 |                                                                                 |                                                                                 |                                                                                 |                                                                                 |                                                                                 |                                                                                 |                                                                                 |                                                                                 |                                                                                 |                                                                                 |                                                                                 |                                                                                 |                                                                                 |                                                                                 |                                                                                 |                                                                                 |                                                                                 |                                                                                 |                                                                                 |                                                                                 |                                                                                 |                                                                                 |                                                                                 |                                                                                 |
| --- | ------------------------------------------------------------------------------- | ------------------------------------------------------------------------------- | ------------------------------------------------------------------------------- | ------------------------------------------------------------------------------- | ------------------------------------------------------------------------------- | ------------------------------------------------------------------------------- | ------------------------------------------------------------------------------- | ------------------------------------------------------------------------------- | ------------------------------------------------------------------------------- | ------------------------------------------------------------------------------- | ------------------------------------------------------------------------------- | ------------------------------------------------------------------------------- | ------------------------------------------------------------------------------- | ------------------------------------------------------------------------------- | ------------------------------------------------------------------------------- | ------------------------------------------------------------------------------- | ------------------------------------------------------------------------------- | ------------------------------------------------------------------------------- | ------------------------------------------------------------------------------- | ------------------------------------------------------------------------------- | ------------------------------------------------------------------------------- | ------------------------------------------------------------------------------- | ------------------------------------------------------------------------------- | ------------------------------------------------------------------------------- | ------------------------------------------------------------------------------- | ------------------------------------------------------------------------------- | ------------------------------------------------------------------------------- | ------------------------------------------------------------------------------- | ------------------------------------------------------------------------------- | ------------------------------------------------------------------------------- | ------------------------------------------------------------------------------- | ------------------------------------------------------------------------------- | ------------------------------------------------------------------------------- | ------------------------------------------------------------------------------- | ------------------------------------------------------------------------------- | ------------------------------------------------------------------------------- | ------------------------------------------------------------------------------- | ------------------------------------------------------------------------------- | ------------------------------------------------------------------------------- | ------------------------------------------------------------------------------- | ------------------------------------------------------------------------------- | ------------------------------------------------------------------------------- | ------------------------------------------------------------------------------- | ------------------------------------------------------------------------------- | ------------------------------------------------------------------------------- | ------------------------------------------------------------------------------- | ------------------------------------------------------------------------------- | ------------------------------------------------------------------------------- | ------------------------------------------------------------------------------- | ------------------------------------------------------------------------------- | ------------------------------------------------------------------------------- | ------------------------------------------------------------------------------- | ------------------------------------------------------------------------------- | ------------------------------------------------------------------------------- | ------------------------------------------------------------------------------- | ------------------------------------------------------------------------------- | ------------------------------------------------------------------------------- | ------------------------------------------------------------------------------- | ------------------------------------------------------------------------------- | ------------------------------------------------------------------------------- | ------------------------------------------------------------------------------- | ------------------------------------------------------------------------------- | ------------------------------------------------------------------------------- | ------------------------------------------------------------------------------- | ------------------------------------------------------------------------------- | ------------------------------------------------------------------------------- | ------------------------------------------------------------------------------- | ------------------------------------------------------------------------------- | ------------------------------------------------------------------------------- | ------------------------------------------------------------------------------- | ------------------------------------------------------------------------------- | ------------------------------------------------------------------------------- | ------------------------------------------------------------------------------- | ------------------------------------------------------------------------------- | ------------------------------------------------------------------------------- | ------------------------------------------------------------------------------- | ------------------------------------------------------------------------------- | ------------------------------------------------------------------------------- | ------------------------------------------------------------------------------- | ------------------------------------------------------------------------------- | ------------------------------------------------------------------------------- | ------------------------------------------------------------------------------- | ------------------------------------------------------------------------------- | ------------------------------------------------------------------------------- | ------------------------------------------------------------------------------- | ------------------------------------------------------------------------------- | ------------------------------------------------------------------------------- | ------------------------------------------------------------------------------- | ------------------------------------------------------------------------------- | ------------------------------------------------------------------------------- | ------------------------------------------------------------------------------- | ------------------------------------------------------------------------------- | ------------------------------------------------------------------------------- | ------------------------------------------------------------------------------- | ------------------------------------------------------------------------------- | ------------------------------------------------------------------------------- | ------------------------------------------------------------------------------- | ------------------------------------------------------------------------------- |
| No. 1 UConn †                                                                                           | 16                                                                              | -                                                                               | 0 0                                                                             |                                                                                 | 1.000                                                                           |                                                                                 |                                                                                 | 36.                                                                             | -                                                                               | 1                                                                               |                                                                                 | .973                                                                            |                                                                                 |                                                                                 |                                                                                 |                                                                                 |                                                                                 |                                                                                 |                                                                                 |                                                                                 |                                                                                 |                                                                                 |                                                                                 |                                                                                 |                                                                                 |                                                                                 |                                                                                 |                                                                                 |                                                                                 |                                                                                 |                                                                                 |                                                                                 |                                                                                 |                                                                                 |                                                                                 |                                                                                 |                                                                                 |                                                                                 |                                                                                 |                                                                                 |                                                                                 |                                                                                 |                                                                                 |                                                                                 |                                                                                 |                                                                                 |                                                                                 |                                                                                 |                                                                                 |                                                                                 |                                                                                 |                                                                                 |                                                                                 |                                                                                 |                                                                                 |                                                                                 |                                                                                 |                                                                                 |                                                                                 |                                                                                 |                                                                                 |                                                                                 |                                                                                 |                                                                                 |                                                                                 |                                                                                 |                                                                                 |                                                                                 |                                                                                 |                                                                                 |                                                                                 |                                                                                 |                                                                                 |                                                                                 |                                                                                 |                                                                                 |                                                                                 |                                                                                 |                                                                                 |                                                                                 |                                                                                 |                                                                                 |                                                                                 |                                                                                 |                                                                                 |                                                                                 |                                                                                 |                                                                                 |                                                                                 |                                                                                 |                                                                                 |                                                                                 |                                                                                 |                                                                                 |                                                                                 |                                                                                 |                                                                                 |                                                                                 |
| No. 19 South Florida                                                                                    | 13                                                                              | -                                                                               | 3                                                                               |                                                                                 | .813                                                                            |                                                                                 |                                                                                 | 26                                                                              | -                                                                               | 8                                                                               |                                                                                 | .765                                                                            |                                                                                 |                                                                                 |                                                                                 |                                                                                 |                                                                                 |                                                                                 |                                                                                 |                                                                                 |                                                                                 |                                                                                 |                                                                                 |                                                                                 |                                                                                 |                                                                                 |                                                                                 |                                                                                 |                                                                                 |                                                                                 |                                                                                 |                                                                                 |                                                                                 |                                                                                 |                                                                                 |                                                                                 |                                                                                 |                                                                                 |                                                                                 |                                                                                 |                                                                                 |                                                                                 |                                                                                 |                                                                                 |                                                                                 |                                                                                 |                                                                                 |                                                                                 |                                                                                 |                                                                                 |                                                                                 |                                                                                 |                                                                                 |                                                                                 |                                                                                 |                                                                                 |                                                                                 |                                                                                 |                                                                                 |                                                                                 |                                                                                 |                                                                                 |                                                                                 |                                                                                 |                                                                                 |                                                                                 |                                                                                 |                                                                                 |                                                                                 |                                                                                 |                                                                                 |                                                                                 |                                                                                 |                                                                                 |                                                                                 |                                                                                 |                                                                                 |                                                                                 |                                                                                 |                                                                                 |                                                                                 |                                                                                 |                                                                                 |                                                                                 |                                                                                 |                                                                                 |                                                                                 |                                                                                 |                                                                                 |                                                                                 |                                                                                 |                                                                                 |                                                                                 |                                                                                 |                                                                                 |                                                                                 |                                                                                 |                                                                                 |
| UCF | 12                                                                              | -                                                                               | 4                                                                               |                                                                                 | .750                                                                            |                                                                                 |                                                                                 | 22                                                                              | -                                                                               | 11                                                                              |                                                                                 | .667                                                                            |                                                                                 |                                                                                 |                                                                                 |                                                                                 |                                                                                 |                                                                                 |                                                                                 |                                                                                 |                                                                                 |                                                                                 |                                                                                 |                                                                                 |                                                                                 |                                                                                 |                                                                                 |                                                                                 |                                                                                 |                                                                                 |                                                                                 |                                                                                 |                                                                                 |                                                                                 |                                                                                 |                                                                                 |                                                                                 |                                                                                 |                                                                                 |                                                                                 |                                                                                 |                                                                                 |                                                                                 |                                                                                 |                                                                                 |                                                                                 |                                                                                 |                                                                                 |                                                                                 |                                                                                 |                                                                                 |                                                                                 |                                                                                 |                                                                                 |                                                                                 |                                                                                 |                                                                                 |                                                                                 |                                                                                 |                                                                                 |                                                                                 |                                                                                 |                                                                                 |                                                                                 |                                                                                 |                                                                                 |                                                                                 |                                                                                 |                                                                                 |                                                                                 |                                                                                 |                                                                                 |                                                                                 |                                                                                 |                                                                                 |                                                                                 |                                                                                 |                                                                                 |                                                                                 |                                                                                 |                                                                                 |                                                                                 |                                                                                 |                                                                                 |                                                                                 |                                                                                 |                                                                                 |                                                                                 |                                                                                 |                                                                                 |                                                                                 |                                                                                 |                                                                                 |                                                                                 |                                                                                 |                                                                                 |                                                                                 |                                                                                 |
| Cincinnati                                                                                              | 10                                                                              | -                                                                               | 6                                                                               |                                                                                 | .625                                                                            |                                                                                 |                                                                                 | 19                                                                              | -                                                                               | 13                                                                              |                                                                                 | .594                                                                            |                                                                                 |                                                                                 |                                                                                 |                                                                                 |                                                                                 |                                                                                 |                                                                                 |                                                                                 |                                                                                 |                                                                                 |                                                                                 |                                                                                 |                                                                                 |                                                                                 |                                                                                 |                                                                                 |                                                                                 |                                                                                 |                                                                                 |                                                                                 |                                                                                 |                                                                                 |                                                                                 |                                                                                 |                                                                                 |                                                                                 |                                                                                 |                                                                                 |                                                                                 |                                                                                 |                                                                                 |                                                                                 |                                                                                 |                                                                                 |                                                                                 |                                                                                 |                                                                                 |                                                                                 |                                                                                 |                                                                                 |                                                                                 |                                                                                 |                                                                                 |                                                                                 |                                                                                 |                                                                                 |                                                                                 |                                                                                 |                                                                                 |                                                                                 |                                                                                 |                                                                                 |                                                                                 |                                                                                 |                                                                                 |                                                                                 |                                                                                 |                                                                                 |                                                                                 |                                                                                 |                                                                                 |                                                                                 |                                                                                 |                                                                                 |                                                                                 |                                                                                 |                                                                                 |                                                                                 |                                                                                 |                                                                                 |                                                                                 |                                                                                 |                                                                                 |                                                                                 |                                                                                 |                                                                                 |                                                                                 |                                                                                 |                                                                                 |                                                                                 |                                                                                 |                                                                                 |                                                                                 |                                                                                 |                                                                                 |                                                                                 |
| Houston                                                                                                 | 9                                                                               | -                                                                               | 7                                                                               |                                                                                 | .563                                                                            |                                                                                 |                                                                                 | 20                                                                              | -                                                                               | 12                                                                              |                                                                                 | .625                                                                            |                                                                                 |                                                                                 |                                                                                 |                                                                                 |                                                                                 |                                                                                 |                                                                                 |                                                                                 |                                                                                 |                                                                                 |                                                                                 |                                                                                 |                                                                                 |                                                                                 |                                                                                 |                                                                                 |                                                                                 |                                                                                 |                                                                                 |                                                                                 |                                                                                 |                                                                                 |                                                                                 |                                                                                 |                                                                                 |                                                                                 |                                                                                 |                                                                                 |                                                                                 |                                                                                 |                                                                                 |                                                                                 |                                                                                 |                                                                                 |                                                                                 |                                                                                 |                                                                                 |                                                                                 |                                                                                 |                                                                                 |                                                                                 |                                                                                 |                                                                                 |                                                                                 |                                                                                 |                                                                                 |                                                                                 |                                                                                 |                                                                                 |                                                                                 |                                                                                 |                                                                                 |                                                                                 |                                                                                 |                                                                                 |                                                                                 |                                                                                 |                                                                                 |                                                                                 |                                                                                 |                                                                                 |                                                                                 |                                                                                 |                                                                                 |                                                                                 |                                                                                 |                                                                                 |                                                                                 |                                                                                 |                                                                                 |                                                                                 |                                                                                 |                                                                                 |                                                                                 |                                                                                 |                                                                                 |                                                                                 |                                                                                 |                                                                                 |                                                                                 |                                                                                 |                                                                                 |                                                                                 |                                                                                 |                                                                                 |                                                                                 |
| Estado de Wichita                                                                                       | 9                                                                               | -                                                                               | 7                                                                               |                                                                                 | .563                                                                            |                                                                                 |                                                                                 | 14                                                                              | -                                                                               | 17                                                                              |                                                                                 | .452                                                                            |                                                                                 |                                                                                 |                                                                                 |                                                                                 |                                                                                 |                                                                                 |                                                                                 |                                                                                 |                                                                                 |                                                                                 |                                                                                 |                                                                                 |                                                                                 |                                                                                 |                                                                                 |                                                                                 |                                                                                 |                                                                                 |                                                                                 |                                                                                 |                                                                                 |                                                                                 |                                                                                 |                                                                                 |                                                                                 |                                                                                 |                                                                                 |                                                                                 |                                                                                 |                                                                                 |                                                                                 |                                                                                 |                                                                                 |                                                                                 |                                                                                 |                                                                                 |                                                                                 |                                                                                 |                                                                                 |                                                                                 |                                                                                 |                                                                                 |                                                                                 |                                                                                 |                                                                                 |                                                                                 |                                                                                 |                                                                                 |                                                                                 |                                                                                 |                                                                                 |                                                                                 |                                                                                 |                                                                                 |                                                                                 |                                                                                 |                                                                                 |                                                                                 |                                                                                 |                                                                                 |                                                                                 |                                                                                 |                                                                                 |                                                                                 |                                                                                 |                                                                                 |                                                                                 |                                                                                 |                                                                                 |                                                                                 |                                                                                 |                                                                                 |                                                                                 |                                                                                 |                                                                                 |                                                                                 |                                                                                 |                                                                                 |                                                                                 |                                                                                 |                                                                                 |                                                                                 |                                                                                 |                                                                                 |                                                                                 |                                                                                 |
| East Carolina                                                                                           | 7                                                                               | -                                                                               | 9                                                                               |                                                                                 | .438                                                                            |                                                                                 |                                                                                 | 16                                                                              | -                                                                               | 15                                                                              |                                                                                 | .516                                                                            |                                                                                 |                                                                                 |                                                                                 |                                                                                 |                                                                                 |                                                                                 |                                                                                 |                                                                                 |                                                                                 |                                                                                 |                                                                                 |                                                                                 |                                                                                 |                                                                                 |                                                                                 |                                                                                 |                                                                                 |                                                                                 |                                                                                 |                                                                                 |                                                                                 |                                                                                 |                                                                                 |                                                                                 |                                                                                 |                                                                                 |                                                                                 |                                                                                 |                                                                                 |                                                                                 |                                                                                 |                                                                                 |                                                                                 |                                                                                 |                                                                                 |                                                                                 |                                                                                 |                                                                                 |                                                                                 |                                                                                 |                                                                                 |                                                                                 |                                                                                 |                                                                                 |                                                                                 |                                                                                 |                                                                                 |                                                                                 |                                                                                 |                                                                                 |                                                                                 |                                                                                 |                                                                                 |                                                                                 |                                                                                 |                                                                                 |                                                                                 |                                                                                 |                                                                                 |                                                                                 |                                                                                 |                                                                                 |                                                                                 |                                                                                 |                                                                                 |                                                                                 |                                                                                 |                                                                                 |                                                                                 |                                                                                 |                                                                                 |                                                                                 |                                                                                 |                                                                                 |                                                                                 |                                                                                 |                                                                                 |                                                                                 |                                                                                 |                                                                                 |                                                                                 |                                                                                 |                                                                                 |                                                                                 |                                                                                 |                                                                                 |
| Tulane                                                                                                  | 5                                                                               | -                                                                               | 11                                                                              |                                                                                 | .313                                                                            |                                                                                 |                                                                                 | 14                                                                              | -                                                                               | 17                                                                              |                                                                                 | .452                                                                            |                                                                                 |                                                                                 |                                                                                 |                                                                                 |                                                                                 |                                                                                 |                                                                                 |                                                                                 |                                                                                 |                                                                                 |                                                                                 |                                                                                 |                                                                                 |                                                                                 |                                                                                 |                                                                                 |                                                                                 |                                                                                 |                                                                                 |                                                                                 |                                                                                 |                                                                                 |                                                                                 |                                                                                 |                                                                                 |                                                                                 |                                                                                 |                                                                                 |                                                                                 |                                                                                 |                                                                                 |                                                                                 |                                                                                 |                                                                                 |                                                                                 |                                                                                 |                                                                                 |                                                                                 |                                                                                 |                                                                                 |                                                                                 |                                                                                 |                                                                                 |                                                                                 |                                                                                 |                                                                                 |                                                                                 |                                                                                 |                                                                                 |                                                                                 |                                                                                 |                                                                                 |                                                                                 |                                                                                 |                                                                                 |                                                                                 |                                                                                 |                                                                                 |                                                                                 |                                                                                 |                                                                                 |                                                                                 |                                                                                 |                                                                                 |                                                                                 |                                                                                 |                                                                                 |                                                                                 |                                                                                 |                                                                                 |                                                                                 |                                                                                 |                                                                                 |                                                                                 |                                                                                 |                                                                                 |                                                                                 |                                                                                 |                                                                                 |                                                                                 |                                                                                 |                                                                                 |                                                                                 |                                                                                 |                                                                                 |                                                                                 |
| Memphis                                                                                                 | 5                                                                               | -                                                                               | 11                                                                              |                                                                                 | .313                                                                            |                                                                                 |                                                                                 | 10                                                                              | -                                                                               | 20                                                                              |                                                                                 | .333                                                                            |                                                                                 |                                                                                 |                                                                                 |                                                                                 |                                                                                 |                                                                                 |                                                                                 |                                                                                 |                                                                                 |                                                                                 |                                                                                 |                                                                                 |                                                                                 |                                                                                 |                                                                                 |                                                                                 |                                                                                 |                                                                                 |                                                                                 |                                                                                 |                                                                                 |                                                                                 |                                                                                 |                                                                                 |                                                                                 |                                                                                 |                                                                                 |                                                                                 |                                                                                 |                                                                                 |                                                                                 |                                                                                 |                                                                                 |                                                                                 |                                                                                 |                                                                                 |                                                                                 |                                                                                 |                                                                                 |                                                                                 |                                                                                 |                                                                                 |                                                                                 |                                                                                 |                                                                                 |                                                                                 |                                                                                 |                                                                                 |                                                                                 |                                                                                 |                                                                                 |                                                                                 |                                                                                 |                                                                                 |                                                                                 |                                                                                 |                                                                                 |                                                                                 |                                                                                 |                                                                                 |                                                                                 |                                                                                 |                                                                                 |                                                                                 |                                                                                 |                                                                                 |                                                                                 |                                                                                 |                                                                                 |                                                                                 |                                                                                 |                                                                                 |                                                                                 |                                                                                 |                                                                                 |                                                                                 |                                                                                 |                                                                                 |                                                                                 |                                                                                 |                                                                                 |                                                                                 |                                                                                 |                                                                                 |                                                                                 |                                                                                 |
| SMU | 4                                                                               | -                                                                               | 12                                                                              |                                                                                 | .250                                                                            |                                                                                 |                                                                                 | 10                                                                              | -                                                                               | 20                                                                              |                                                                                 | .333                                                                            |                                                                                 |                                                                                 |                                                                                 |                                                                                 |                                                                                 |                                                                                 |                                                                                 |                                                                                 |                                                                                 |                                                                                 |                                                                                 |                                                                                 |                                                                                 |                                                                                 |                                                                                 |                                                                                 |                                                                                 |                                                                                 |                                                                                 |                                                                                 |                                                                                 |                                                                                 |                                                                                 |                                                                                 |                                                                                 |                                                                                 |                                                                                 |                                                                                 |                                                                                 |                                                                                 |                                                                                 |                                                                                 |                                                                                 |                                                                                 |                                                                                 |                                                                                 |                                                                                 |                                                                                 |                                                                                 |                                                                                 |                                                                                 |                                                                                 |                                                                                 |                                                                                 |                                                                                 |                                                                                 |                                                                                 |                                                                                 |                                                                                 |                                                                                 |                                                                                 |                                                                                 |                                                                                 |                                                                                 |                                                                                 |                                                                                 |                                                                                 |                                                                                 |                                                                                 |                                                                                 |                                                                                 |                                                                                 |                                                                                 |                                                                                 |                                                                                 |                                                                                 |                                                                                 |                                                                                 |                                                                                 |                                                                                 |                                                                                 |                                                                                 |                                                                                 |                                                                                 |                                                                                 |                                                                                 |                                                                                 |                                                                                 |                                                                                 |                                                                                 |                                                                                 |                                                                                 |                                                                                 |                                                                                 |                                                                                 |                                                                                 |
| têmpora                                                                                                 | 3                                                                               | -                                                                               | 13                                                                              |                                                                                 | .188                                                                            |                                                                                 |                                                                                 | 12                                                                              | -                                                                               | 19                                                                              |                                                                                 | .387                                                                            |                                                                                 |                                                                                 |                                                                                 |                                                                                 |                                                                                 |                                                                                 |                                                                                 |                                                                                 |                                                                                 |                                                                                 |                                                                                 |                                                                                 |                                                                                 |                                                                                 |                                                                                 |                                                                                 |                                                                                 |                                                                                 |                                                                                 |                                                                                 |                                                                                 |                                                                                 |                                                                                 |                                                                                 |                                                                                 |                                                                                 |                                                                                 |                                                                                 |                                                                                 |                                                                                 |                                                                                 |                                                                                 |                                                                                 |                                                                                 |                                                                                 |                                                                                 |                                                                                 |                                                                                 |                                                                                 |                                                                                 |                                                                                 |                                                                                 |                                                                                 |                                                                                 |                                                                                 |                                                                                 |                                                                                 |                                                                                 |                                                                                 |                                                                                 |                                                                                 |                                                                                 |                                                                                 |                                                                                 |                                                                                 |                                                                                 |                                                                                 |                                                                                 |                                                                                 |                                                                                 |                                                                                 |                                                                                 |                                                                                 |                                                                                 |                                                                                 |                                                                                 |                                                                                 |                                                                                 |                                                                                 |                                                                                 |                                                                                 |                                                                                 |                                                                                 |                                                                                 |                                                                                 |                                                                                 |                                                                                 |                                                                                 |                                                                                 |                                                                                 |                                                                                 |                                                                                 |                                                                                 |                                                                                 |                                                                                 |                                                                                 |
| Tulsa                                                                                                   | 3                                                                               | -                                                                               | 13                                                                              |                                                                                 | .188                                                                            |                                                                                 |                                                                                 | 10                                                                              | -                                                                               | 21                                                                              |                                                                                 | .323                                                                            |                                                                                 |                                                                                 |                                                                                 |                                                                                 |                                                                                 |                                                                                 |                                                                                 |                                                                                 |                                                                                 |                                                                                 |                                                                                 |                                                                                 |                                                                                 |                                                                                 |                                                                                 |                                                                                 |                                                                                 |                                                                                 |                                                                                 |                                                                                 |                                                                                 |                                                                                 |                                                                                 |                                                                                 |                                                                                 |                                                                                 |                                                                                 |                                                                                 |                                                                                 |                                                                                 |                                                                                 |                                                                                 |                                                                                 |                                                                                 |                                                                                 |                                                                                 |                                                                                 |                                                                                 |                                                                                 |                                                                                 |                                                                                 |                                                                                 |                                                                                 |                                                                                 |                                                                                 |                                                                                 |                                                                                 |                                                                                 |                                                                                 |                                                                                 |                                                                                 |                                                                                 |                                                                                 |                                                                                 |                                                                                 |                                                                                 |                                                                                 |                                                                                 |                                                                                 |                                                                                 |                                                                                 |                                                                                 |                                                                                 |                                                                                 |                                                                                 |                                                                                 |                                                                                 |                                                                                 |                                                                                 |                                                                                 |                                                                                 |                                                                                 |                                                                                 |                                                                                 |                                                                                 |                                                                                 |                                                                                 |                                                                                 |                                                                                 |                                                                                 |                                                                                 |                                                                                 |                                                                                 |                                                                                 |                                                                                 |                                                                                 |
| |                                                                                 |                                                                                 |                                                                                 |                                                                                 |                                                                                 |                                                                                 |                                                                                 |                                                                                 |                                                                                 |                                                                                 |                                                                                 |                                                                                 |                                                                                 |                                                                                 |                                                                                 |                                                                                 |                                                                                 |                                                                                 |                                                                                 |                                                                                 |                                                                                 |                                                                                 |                                                                                 |                                                                                 |                                                                                 |                                                                                 |                                                                                 |                                                                                 |                                                                                 |                                                                                 |                                                                                 |                                                                                 |                                                                                 |                                                                                 |                                                                                 |                                                                                 |                                                                                 |                                                                                 |                                                                                 |                                                                                 |                                                                                 |                                                                                 |                                                                                 |                                                                                 |                                                                                 |                                                                                 |                                                                                 |                                                                                 |                                                                                 |                                                                                 |                                                                                 |                                                                                 |                                                                                 |                                                                                 |                                                                                 |                                                                                 |                                                                                 |                                                                                 |                                                                                 |                                                                                 |                                                                                 |                                                                                 |                                                                                 |                                                                                 |                                                                                 |                                                                                 |                                                                                 |                                                                                 |                                                                                 |                                                                                 |                                                                                 |                                                                                 |                                                                                 |                                                                                 |                                                                                 |                                                                                 |                                                                                 |                                                                                 |                                                                                 |                                                                                 |                                                                                 |                                                                                 |                                                                                 |                                                                                 |                                                                                 |                                                                                 |                                                                                 |                                                                                 |                                                                                 |                                                                                 |                                                                                 |                                                                                 |                                                                                 |                                                                                 |                                                                                 |                                                                                 |                                                                                 |                                                                                 |
| |                                                                                 |                                                                                 |                                                                                 |                                                                                 |                                                                                 |                                                                                 |                                                                                 |                                                                                 |                                                                                 |                                                                                 |                                                                                 |                                                                                 |                                                                                 |                                                                                 |                                                                                 |                                                                                 |                                                                                 |                                                                                 |                                                                                 |                                                                                 |                                                                                 |                                                                                 |                                                                                 |                                                                                 |                                                                                 |                                                                                 |                                                                                 |                                                                                 |                                                                                 |                                                                                 |                                                                                 |                                                                                 |                                                                                 |                                                                                 |                                                                                 |                                                                                 |                                                                                 |                                                                                 |                                                                                 |                                                                                 |                                                                                 |                                                                                 |                                                                                 |                                                                                 |                                                                                 |                                                                                 |                                                                                 |                                                                                 |                                                                                 |                                                                                 |                                                                                 |                                                                                 |                                                                                 |                                                                                 |                                                                                 |                                                                                 |                                                                                 |                                                                                 |                                                                                 |                                                                                 |                                                                                 |                                                                                 |                                                                                 |                                                                                 |                                                                                 |                                                                                 |                                                                                 |                                                                                 |                                                                                 |                                                                                 |                                                                                 |                                                                                 |                                                                                 |                                                                                 |                                                                                 |                                                                                 |                                                                                 |                                                                                 |                                                                                 |                                                                                 |                                                                                 |                                                                                 |                                                                                 |                                                                                 |                                                                                 |                                                                                 |                                                                                 |                                                                                 |                                                                                 |                                                                                 |                                                                                 |                                                                                 |                                                                                 |                                                                                 |                                                                                 |                                                                                 |                                                                                 |                                                                                 |
| † Vencedor do Torneio Americano de 2018Semente Em 30 de março de 2018; Classificações Sementeda AP Poll |                                                                                 |                                                                                 |                                                                                 |                                                                                 |                                                                                 |                                                                                 |                                                                                 |                                                                                 |                                                                                 |                                                                                 |                                                                                 |                                                                                 |                                                                                 |                                                                                 |                                                                                 |                                                                                 |                                                                                 |                                                                                 |                                                                                 |                                                                                 |                                                                                 |                                                                                 |                                                                                 |                                                                                 |                                                                                 |                                                                                 |                                                                                 |                                                                                 |                                                                                 |                                                                                 |                                                                                 |                                                                                 |                                                                                 |                                                                                 |                                                                                 |                                                                                 |                                                                                 |                                                                                 |                                                                                 |                                                                                 |                                                                                 |                                                                                 |                                                                                 |                                                                                 |                                                                                 |                                                                                 |                                                                                 |                                                                                 |                                                                                 |                                                                                 |                                                                                 |                                                                                 |                                                                                 |                                                                                 |                                                                                 |                                                                                 |                                                                                 |                                                                                 |                                                                                 |                                                                                 |                                                                                 |                                                                                 |                                                                                 |                                                                                 |                                                                                 |                                                                                 |                                                                                 |                                                                                 |                                                                                 |                                                                                 |                                                                                 |                                                                                 |                                                                                 |                                                                                 |                                                                                 |                                                                                 |                                                                                 |                                                                                 |                                                                                 |                                                                                 |                                                                                 |                                                                                 |                                                                                 |                                                                                 |                                                                                 |                                                                                 |                                                                                 |                                                                                 |                                                                                 |                                                                                 |                                                                                 |                                                                                 |                                                                                 |                                                                                 |                                                                                 |                                                                                 |                                                                                 |                                                                                 |

## Cronograma
Todos os jogos de torneios são televisionados nacionalmente em uma rede da ESPN : 
| Sessão                                                                    | jogos                                | Tempo*                               | Matchup #                                   | Ponto                                | Televisão                            | Comparecimento                       |
| Primeira rodada - sábado, 3 de março                                      | Primeira rodada - sábado, 3 de março | Primeira rodada - sábado, 3 de março | Primeira rodada - sábado, 3 de março        | Primeira rodada - sábado, 3 de março | Primeira rodada - sábado, 3 de março | Primeira rodada - sábado, 3 de março |
| ------------------------------------------------------------------------- | ------------------------------------ | ------------------------------------ | ------------------------------------------- | ------------------------------------ | ------------------------------------ | ------------------------------------ |
| 1                                                                         | 1                                    | 12:00                                | No. 11 Temple vs. estado de Wichita nº 6    | 72-59                                | ESPN3                                | 1.380                                |
| 1                                                                         | 2                                    | 14:00                                | No. 10 SMU vs. No. 7 East Carolina          | 74-85                                | ESPN3                                | 1.380                                |
| 2                                                                         | 3                                    | 18:00                                | No. 9 Tulane vs. No. 8 Memphis              | 76-64                                | ESPN3                                | 4.599                                |
| 2                                                                         | 4                                    | 20:00                                | No. 12 Tulsa vs. No. 5 Houston              | 98-72                                | ESPN3                                | 4.599                                |
| Quartas de final - domingo, 4 de março                                    |                                      |                                      |                                             |                                      |                                      |                                      |
| 3                                                                         | 5                                    | 12:00                                | Templo nº 11 vs. UCF nº 3                   | 70-77                                | ESPN3                                | 3.392                                |
| 3                                                                         | 6                                    | 14:30                                | No. 7 East Carolina vs. No. 2 South Florida | 44-80                                | ESPNU                                | 3.392                                |
| 4                                                                         | 7                                    | 18:30                                | No. 9 Tulane vs. No. 1 Connecticut          | 56-82                                | ESPNU                                | 6.804                                |
| 4                                                                         | 8                                    | 20:30                                | No. 12 Tulsa vs. No. 4 Cincinnati           | 65-66                                | ESPN3                                | 6.804                                |
| Semifinais - segunda-feira, 5 de março                                    |                                      |                                      |                                             |                                      |                                      |                                      |
| 5                                                                         | 9                                    | 16:30                                | No. 3 UCF vs. No. 2 South Florida           | 59-74                                | ESPNU                                | 6.033                                |
| 5                                                                         | 10                                   | 19:00                                | No. 4 Cincinnati vs. No. 1 Connecticut      | 21-75                                | ESPN2                                | 6.033                                |
| Campeonato - terça-feira, 6 de março                                      |                                      |                                      |                                             |                                      |                                      |                                      |
| 6                                                                         | 11                                   | 17:00                                | No. 2 South Florida vs. No. 1 Connecticut   | 54-70                                | ESPN2                                | 7.501                                |
| * Tempos de jogo em ET . # - Classificações indicam semeadura de torneio. |                                      |                                      |                                             |                                      |                                      |                                      |

## Suporte
|  | Primeira Rodada Sábado,3 de março | Primeira Rodada Sábado,3 de março | Primeira Rodada Sábado,3 de março |               |    | Quartas de Final Domingo,4 de março | Quartas de Final Domingo,4 de março | Quartas de Final Domingo,4 de março |  |   | Semifinais Segunda, 5 de março | Semifinais Segunda, 5 de março | Semifinais Segunda, 5 de março |  |   | Final Terça,6 de março | Final Terça,6 de março | Final Terça,6 de março |
|  |                                   |                                   |                                   |               |    |                                     |                                     |                                     |  |   |                                |                                |                                |  |   |                        |                        |                        |
|  |                                   |                                   |                                   |               |    |                                     |                                     |                                     |  |   |                                |                                |                                |  |   |                        |                        |                        |
|  |                                   | 1                                 | Connecticut                       | 82            |    |                                     |                                     |                                     |  |   |                                |                                |                                |  |   |                        |                        |                        |
|  |                                   |                                   |                                   | 82            |    |                                     |                                     |                                     |  |   |                                |                                |                                |  |   |                        |                        |                        |
|  |                                   |                                   | 9                                 | Tulane        | 56 |                                     |                                     |                                     |  |   |                                |                                |                                |  |   |                        |                        |                        |
|  | 8                                 | Memphis                           | 9                                 | Tulane        | 56 | 64                                  |                                     |                                     |  |   |                                |                                |                                |  |   |                        |                        |                        |
|  | 8                                 | Memphis                           |                                   |               |    | 64                                  |                                     |                                     |  |   |                                |                                |                                |  |   |                        |                        |                        |
|  | 9                                 | Tulane                            | 76                                |               |    |                                     |                                     |                                     |  |   |                                |                                |                                |  |   |                        |                        |                        |
|  | 9                                 | Tulane                            | 76                                |               |    |                                     |                                     |                                     |  | 1 | Connecticut                    | 75                             |                                |  |   |                        |                        |                        |
|  |                                   |                                   |                                   |               |    |                                     |                                     |                                     |  | 1 | Connecticut                    | 75                             |                                |  |   |                        |                        |                        |
|  |                                   | 4                                 | Cincinnati                        | 21            |    |                                     |                                     |                                     |  |   |                                |                                |                                |  |   |                        |                        |                        |
|  |                                   | 4                                 | Cincinnati                        | 21            |    |                                     |                                     |                                     |  |   |                                |                                |                                |  |   |                        |                        |                        |
|  |                                   |                                   |                                   |               |    |                                     |                                     |                                     |  |   |                                |                                |                                |  |   |                        |                        |                        |
|  |                                   |                                   |                                   |               |    |                                     |                                     |                                     |  |   |                                |                                |                                |  |   |                        |                        |                        |
|  |                                   | 4                                 | Cincinnati                        | 66            |    |                                     |                                     |                                     |  |   |                                |                                |                                |  |   |                        |                        |                        |
|  |                                   |                                   |                                   | 66            |    |                                     |                                     |                                     |  |   |                                |                                |                                |  |   |                        |                        |                        |
|  |                                   |                                   | 12                                | Tulsa         | 65 |                                     |                                     |                                     |  |   |                                |                                |                                |  |   |                        |                        |                        |
|  | 5                                 | Houston                           | 12                                | Tulsa         | 65 | 72                                  |                                     |                                     |  |   |                                |                                |                                |  |   |                        |                        |                        |
|  | 5                                 | Houston                           |                                   |               |    | 72                                  |                                     |                                     |  |   |                                |                                |                                |  |   |                        |                        |                        |
|  | 12                                | Tulsa                             | 98                                |               |    |                                     |                                     |                                     |  |   |                                |                                |                                |  |   |                        |                        |                        |
|  | 12                                | Tulsa                             | 98                                |               |    |                                     |                                     |                                     |  |   |                                |                                |                                |  | 1 | Connecticut            | 70                     |                        |
|  |                                   |                                   |                                   |               |    |                                     |                                     |                                     |  |   |                                |                                |                                |  | 1 | Connecticut            | 70                     |                        |
|  |                                   | 2                                 | South Florida                     | 54            |    |                                     |                                     |                                     |  |   |                                |                                |                                |  |   |                        |                        |                        |
|  |                                   | 2                                 | South Florida                     | 54            |    |                                     |                                     |                                     |  |   |                                |                                |                                |  |   |                        |                        |                        |
|  |                                   |                                   |                                   |               |    |                                     |                                     |                                     |  |   |                                |                                |                                |  |   |                        |                        |                        |
|  |                                   |                                   |                                   |               |    |                                     |                                     |                                     |  |   |                                |                                |                                |  |   |                        |                        |                        |
|  |                                   | 2                                 | South Florida                     | 80            |    |                                     |                                     |                                     |  |   |                                |                                |                                |  |   |                        |                        |                        |
|  |                                   |                                   |                                   | 80            |    |                                     |                                     |                                     |  |   |                                |                                |                                |  |   |                        |                        |                        |
|  |                                   |                                   | 7                                 | East Carolina | 44 |                                     |                                     |                                     |  |   |                                |                                |                                |  |   |                        |                        |                        |
|  | 7                                 | East Carolina                     | 7                                 | East Carolina | 44 | 85                                  |                                     |                                     |  |   |                                |                                |                                |  |   |                        |                        |                        |
|  | 7                                 | East Carolina                     |                                   |               |    | 85                                  |                                     |                                     |  |   |                                |                                |                                |  |   |                        |                        |                        |
|  | 10                                | SMU                               | 74                                |               |    |                                     |                                     |                                     |  |   |                                |                                |                                |  |   |                        |                        |                        |
|  | 10                                | SMU                               | 74                                |               |    |                                     |                                     |                                     |  | 2 | South Florida                  | 74                             |                                |  |   |                        |                        |                        |
|  |                                   |                                   |                                   |               |    |                                     |                                     |                                     |  | 2 | South Florida                  | 74                             |                                |  |   |                        |                        |                        |
|  |                                   | 3                                 | UCF                               | 59            |    |                                     |                                     |                                     |  |   |                                |                                |                                |  |   |                        |                        |                        |
|  |                                   | 3                                 | UCF                               | 59            |    |                                     |                                     |                                     |  |   |                                |                                |                                |  |   |                        |                        |                        |
|  |                                   |                                   |                                   |               |    |                                     |                                     |                                     |  |   |                                |                                |                                |  |   |                        |                        |                        |
|  |                                   |                                   |                                   |               |    |                                     |                                     |                                     |  |   |                                |                                |                                |  |   |                        |                        |                        |
|  |                                   | 3                                 | UCF                               | 77            |    |                                     |                                     |                                     |  |   |                                |                                |                                |  |   |                        |                        |                        |
|  |                                   |                                   |                                   | 77            |    |                                     |                                     |                                     |  |   |                                |                                |                                |  |   |                        |                        |                        |
|  |                                   |                                   | 11                                | Temple        | 70 |                                     |                                     |                                     |  |   |                                |                                |                                |  |   |                        |                        |                        |
|  | 6                                 | Wichita State                     | 11                                | Temple        | 70 | 59                                  |                                     |                                     |  |   |                                |                                |                                |  |   |                        |                        |                        |
|  | 6                                 | Wichita State                     |                                   |               |    | 59                                  |                                     |                                     |  |   |                                |                                |                                |  |   |                        |                        |                        |
|  | 11                                | Temple                            | 72                                |               |    |                                     |                                     |                                     |  |   |                                |                                |                                |  |   |                        |                        |                        |

Nota: * indica horas extras